# Santuario della Madonna del Pozzo (Offanengo)
Il santuario della Madonna del Pozzo (in dialetto cremasco: santüare dala Madòna dal Pós) è un luogo di culto mariano situato a Offanengo, in provincia di Cremona e diocesi di Crema.

## Storia
L'edificio venne edificato in sostituzione di una precedente edicola campestre  dedicata alla Madonna delle Grazie ed edificata a cavallo tra XVI e XVII secolo al cui altare venne affrescata una Madonna col Bambino.
Durante la visita pastorale del 1608, il vescovo Gian Giacomo Diedo la descrisse come insufficiente a contenere i numerosi fedeli, successivamente fu demolita per far posto, nel 1685 all'attuale edificio grazie ad un legato messo a disposizione da Antonio Alquati.
Il nome ricorda il pozzo già adiacente alla primitiva cappelletta e successivamente inglobato nell'antica abitazione che ospitava l'eremita che custodiva l'edificio.
Nel 1711 la Madonna del Pozzo fu invocata dalla popolazione locale mentre infieriva sul territorio un'epidemia di peste bovina rafforzandone la devozione
Nell'anno 2025, al termine di un complesso restauro durato 18 mesi e supervisionato da Magda Franzoni, il vescovo di Crema, monsignor Daniele Gianotti, lo elevava al rango di santuario diocesano.

## Descrizione
Presenta una facciata lineare delimitata ai lati da due lesene con capitelli di ordine corinzio; al centro il portale è affiancato da due finestrelle rettangolari alla maniera delle chiese campestri, sopra le quali si collocano due nicchie vuote con cornice curvilinea. A dar luce l'interno una grande finestra rettangolare centrale. Il timpano triangolare ornato di dentelli contiene all'interno un ornamento a stucco realizzato nel 1888.
Il lato sud, che si allinea alla via pubblica, è composto da tre campate, divise da lesene, con altrettante finestre rettangolari. Sopra il portale laterale una cornice a stucco segna la posizione dove vi era un affresco ora scomparso.
L'interno è ad aula unica a pianta rettangolare, oltre l'arcosolio si trova il presbiterio di forma quadrangolare; l'altare maggiore in stile barocco conserva quale pala d'altare l'antico affresco della cappelletta, documentato almeno dal 1605 ed attribuito ad un artista locale; si tratta di una Madonna col Bambino in braccio che tiene un libro aperto con la scritta AVE MARIA. Il dipinto è circondato da un'elaborata decorazione a stucco con angeli in volo, tre dei quali tengono una corona ed altri tre un drappo pieno di stelle.
Parecchie opere di abbellimento furono commissionate dalla famiglia Tesini e tra queste la tela San Francesco di Paola sull'altarolo a lui dedicato. Celeste Codeleoncini vedova del dottor Paolo Ferrè fece dipingere alcune tele tra le quali la Presentazione di Gesù al tempio di Giambettino Cignaroli, una replica in forma ridotta della tela ora ospitata nella chiesa parrocchiale di Ombriano e originariamente collocata nella chiesa dei Disciplini di Porta Ripalta a Crema.
Gli ex-voto, conservati nella sagrestia e risalenti almeno dal XVII secolo, testimoniano le speranze dei fedeli nelle loro vite e vicende quotidiane.